# Neostead
Neostead — южноафриканский магазинный дробовик с ручным перезаряжанием производства компании Truvelo Armoury. Разрабатывался исключительно для боевого или полицейского применения.

## Конструкционные особенности
Основными отличиями данной системы считается компоновочная схема «буллпап», питание от двух магазинов, расположенных над стволом, и перезаряжание движением цевья вперед-назад. Органы управления собраны в центральной части. Общий баланс оружия позволяет вести огонь одной рукой, уперев приклад в предплечье.